# Kloster Neuendorf
Kloster Neuendorf è una frazione della città tedesca di Gardelegen, nella Sassonia-Anhalt.

## Storia
Kloster Neuendorf fu nominata per la prima volta nel 1232.

Costituì un comune autonomo fino al 1º luglio 2009.